# 瑞麟 (繙譯進士)
瑞麟（1769年—？年），字元圃，鑲白旗滿洲富弼佐領下人，道光三年繙譯進士。

## 生平[1]
- 道光三年（1823年）癸未科，中式繙譯進士。
- 道光九年（1829年）三月[2]，葉爾羌主事職銜辦理糧餉章京，護守城垣不辭勞瘁，奉上諭著以同知即選，賞戴花翎，加知府銜。
- 道光十六年（1836年）二月，選廣東惠州府海防同知（駐碣石）。[3]
- 道光二十二年（1842年），署廣東惠州府知府。[4]